# تفجيرات العراق 9 أيلول 2012
تفجيرات العراق 9 سبتمبر 2012 وهي سلسلة من الأعمال والتفجيرات الإرهابية العنيفة التي طالت انحاء مختلفة من العراق من بينها بغداد والموصل والبصرة وميسان والناصرية وديالى وكركوك وصلاح الدين يوم الأحد 9 سبتمبر 2012 راح ضحيتها أكثر من 65 شهيد و300 جريح ويرجح البعض ان إصدار القضاء العراقي حكم الإعدام غيابياً بحق نائب رئيس الجمهورية طارق الهاشمي الذي هرب إلى تركيا هو أحد اسباب هذه الهجمات الارهابية.

## العمارة
شهدت مدينة العمارة التابعة إلى محافظة ميسان اعنف واشد الهجمات حيث انفجرت سيارتان مفخختان بالقرب من حسينية ومسجد شيعي في منطقة علي الشرقي مما اسفر عن سقوط 16 شهيد و100 جريح

## بغداد
كذلك شهدت العاصمة بغداد سلسلة من الهجمات حيث هاجم مسلحون برفقتهم سيارة مفخخة قاعدة عسكرية في منطقة الدجيل شمال بغداد خلال ساعات الليل مما اسفر عن استشهاد 11 جند واصابة تسعة اخرين بجروح فيما استشهد ثلاثة من عناصر الجيش العراقي في منطقة أبو غريب بعد اشتباكات مع مجموعة من الارهابيين وفي ساعة متأخرة من الليل انفجرت سيارة مفخخة في منطقة الشعب قرب تقاطع صباح الخياط في إحدى المقاهي ولم يتم تحديد الخسائر

## كركوك
في كركوك انفجرت سيارة مفخخة استهدفت متطوعين كانوا يصطفون للتقدم بطلبات لتجنيدهم كحراس لشركة نفط الشمال مما اسفر عن استشهاد ثمانية اشخاص واصابة 29 اخرين بجروح وكذلك انفجرت سيارة مفخخة جنوب غرب المحافظة مما ادى إلى استشهاد سبعة واصابة 40 اخرين بجروح فيما اصيب خمسة جنود بتفجير سيارة مفخخة استهدفت دوريتهم جنوب غرب المحافظة وكذلك استشهد ثلاثة وأصيب 119 شخصاً بينهم شرطيان بانفجار سيارة مفخخة وعبوة ناسفة قرب مديرية استخبارات شرطة كركوك في منطقة طريق بغداد وسط المحافظة

## الناصرية
في الناصرية اكدت السلطات المحلية ان سيارة مفخخة انفجرت امام مبنى القنصلية الفرنسية في مركز المحافظة مما أسفر عن استشهاد شرطي واصابة أربعة حراس آخرين فيما انفجرت سيارة مفخخة أخرى بالقرب من فندق الجنوب في المدينة مما أدى إلى استشهاد شخصين وإصابة ثلاثة اخرين

## البصرة
في محافظة البصرة جنوبي العراق انفجرت سيارة مفخخة وعبوتين ناسفتين بالقرب من سوق المسطر في منطقة القبلة غرب البصرة مما ادى إلى استشهاد جنديان ومدني واحد واصابة 24 آخرون بجروح

## صلاح الدين
اما في محافظة صلاح الدين استشهد آمر أحد أفواج صلاح الدين العقيد الركن ثائر إدريس وأحد عناصر حمايته وأصيب اثنان آخران بانفجار عبوة ناسفة استهدفت دوريته على جانب طريق في ناحية الإسحاقي جنوب المحافظة فيما استشهد واصيب 23 شخصا بانفجار سيارة مفخخة شرق تكريت مركز المحافظة

## وصلات خارجية
- فديو لأحد الانفجارات التي استهدفت القوات الامنية في كركوك على يوتيوب